# Пахкал-Кая
Пахкал-Кая (крим. Pahqal Qaya), Лисий Іван, Пахкалин-Хаясі — безлісна гора з шоломоподібною скелястою вершиною. Висота 1138 м.
Розташована на відстані 3 км на північний схід від Ангарського перевалу. На захід від гори Північна Демерджі. Поряд — гора Кучерява Марія (Ельхам-Кая). На південь від г. Пахкал-Кая, поблизу перевалу МАН — джерело Індек-Чокрак.

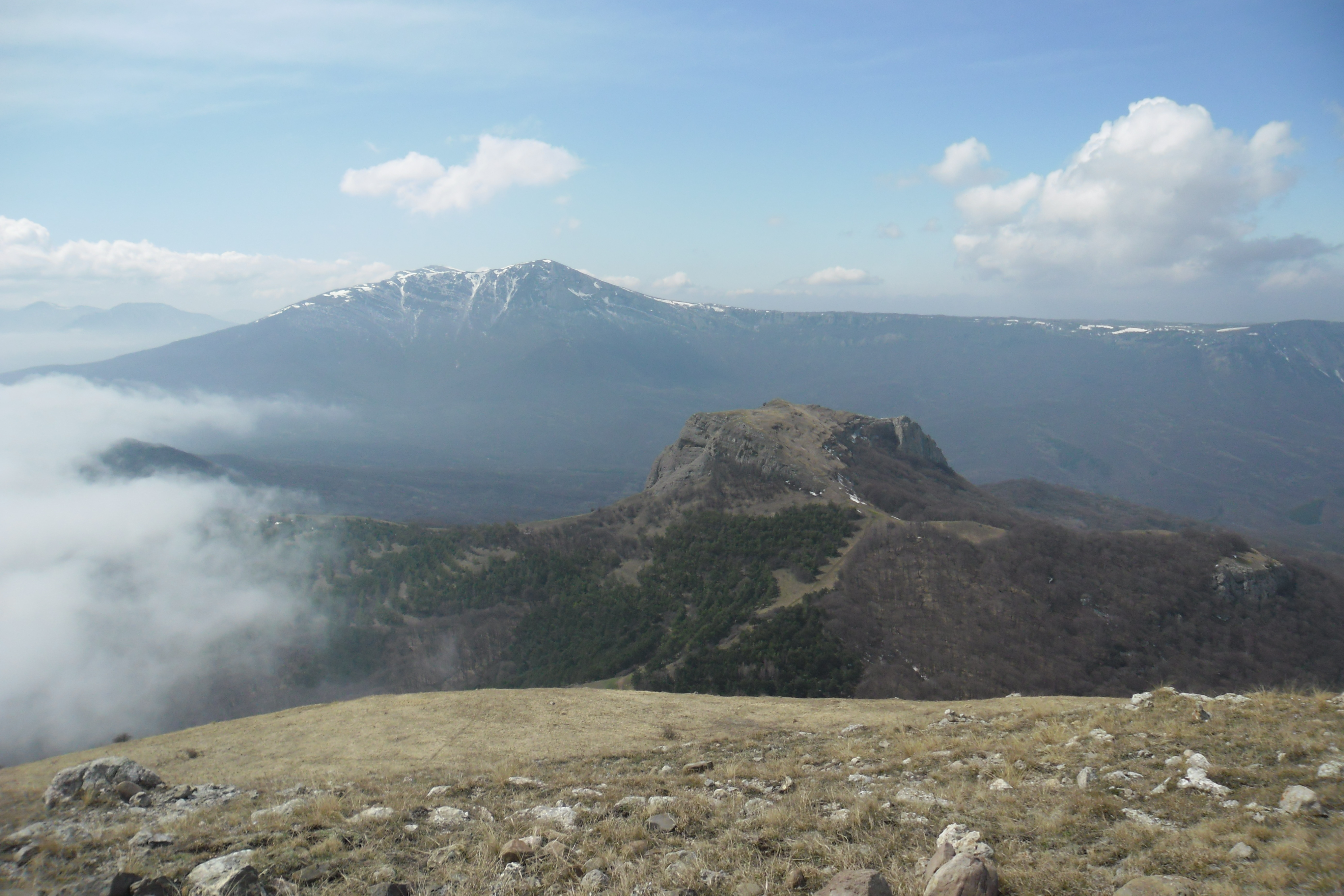
На передньому плані — г. Лисий Іван, на задньому — г. Ангара-Бурун
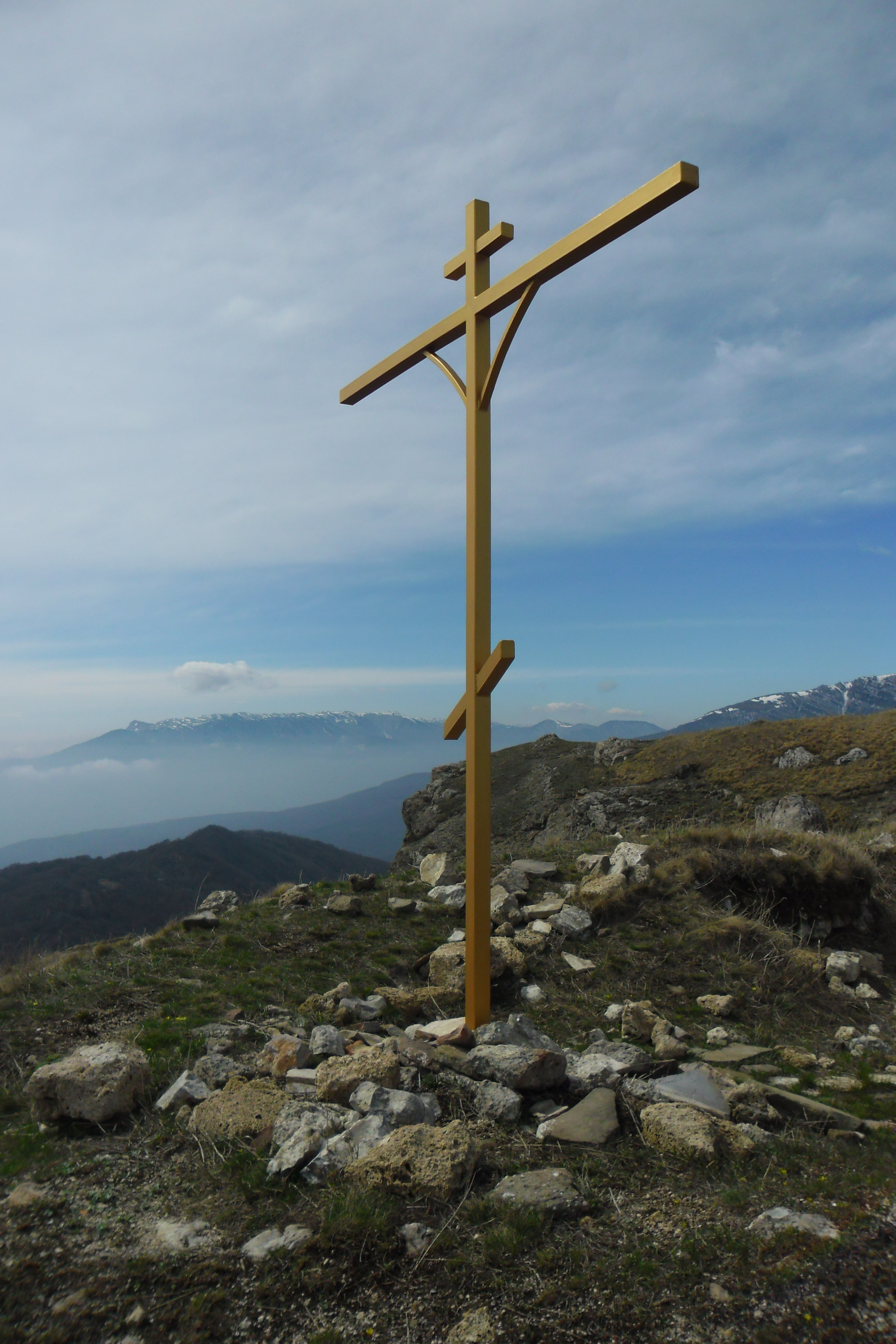
Лисий Іван. Південна вершина.
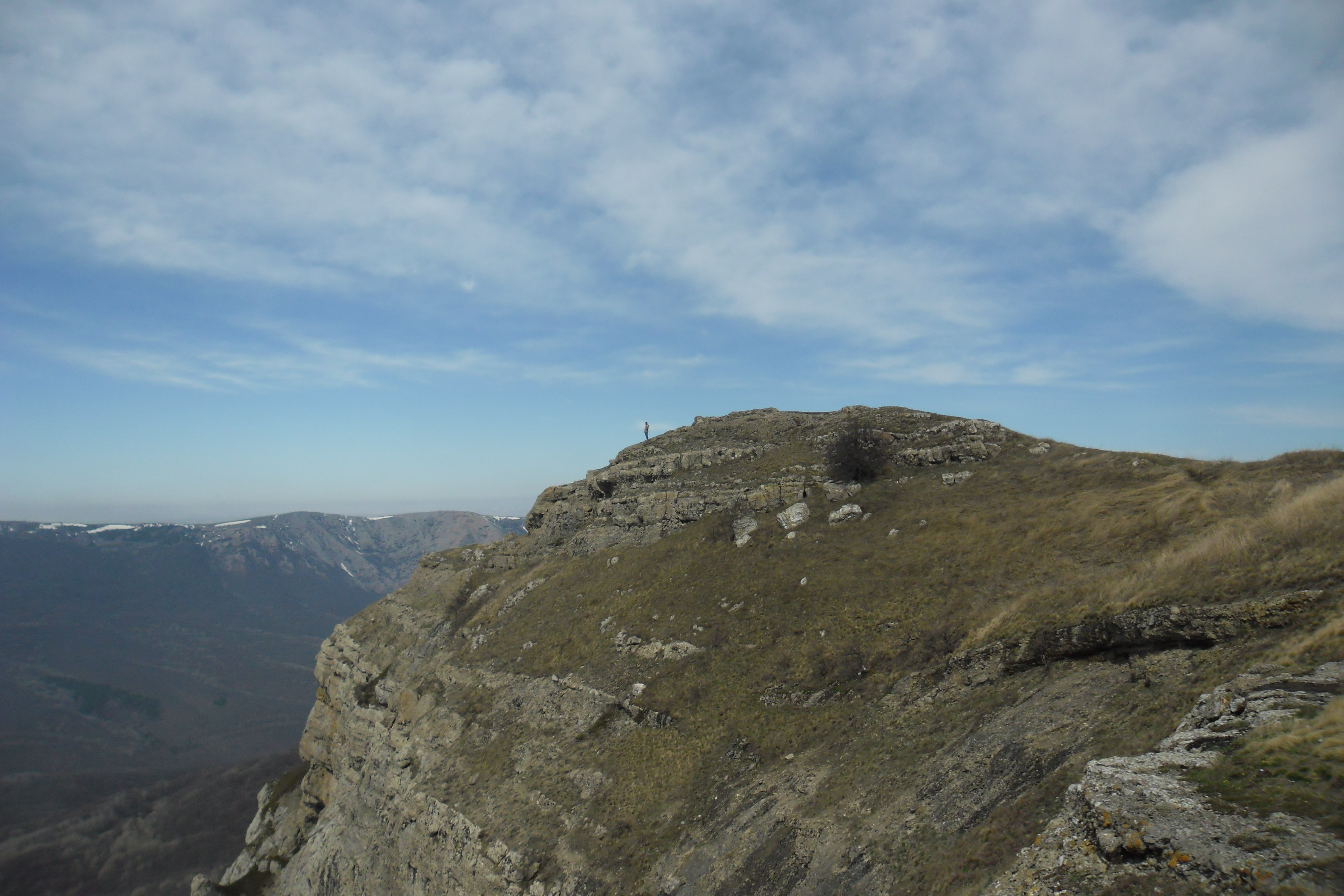
Лисий Іван. Вершина.
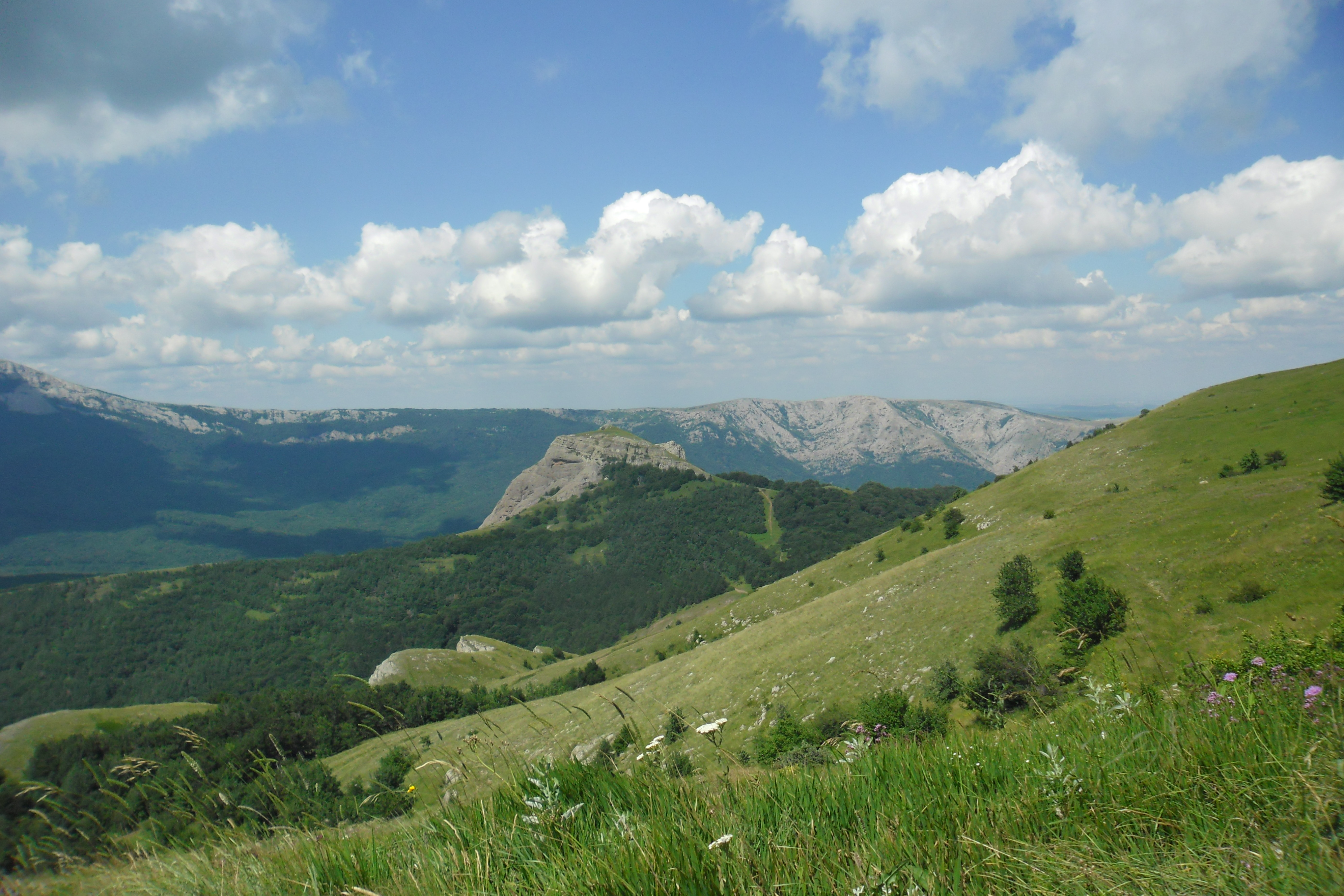
Лисий Іван. Вид з Демерджі.